# 阳泉电影院爆炸案
阳泉电影院爆炸案，是1981年7月22日中华人民共和国山西省阳泉市一家电影院发生的自杀式炸弹袭击，当时24岁的高海平引爆一个简易爆炸装置，造成包括自己在内32人死亡，127人受伤。

## 爆炸案
1981年7月22日，高海平和甩了他的前女朋友一起去阳泉的三矿俱乐部看电影，三矿俱乐部是一个由阳泉矿务局运营的总共有2056个座位的电影院。在那里，他打算用一枚炸弹杀死他们两人，炸弹由约3公斤的硝酸铵制成，金属盒子里装有一个电雷管。当前女朋友没有出现时，高海平独自一人进入剧场，坐在第二排的25号座位上。晚上8点左右。他把炸弹放在膝盖上手动引爆，炸死自己和其他31人，另有127人受伤，其中44人被送往医院。此外，爆炸导致电影院屋顶部分倒塌，大楼玻璃门被震碎。爆炸案发生15分钟内，1000名警察赶到现场维持秩序，并开始对事件进行调查。很快，高海平一位也参加了筛查和血液检测的前同学确认他的身份，他的母亲对他衣服残骸的鉴定也确认他是爆炸的罪魁祸首。此外，在他家的抽屉里发现了一张遗书和写给父母的信，以及用纸包裹的炸药。

## 袭击者介绍
高海平是独生子女，身份是一名矿工，被形容是一个孤独、悲观、对生活不满意的人。爆炸当天，他说他想回家，并警告一个邻居，如果邻居不想出现麻烦，就不要去电影院。